# Lan (singolo)
Lan è un singolo della cantante turca Zeynep Bastık, pubblicato l'8 marzo 2024.
È stato candidato per l'Altın Kelebek alla canzone dell'anno.

## Video musicale
Il video musicale, diretto da Tolga Akış e Eylül Dölkeleş Gürevin, è stato reso disponibile in concomitanza con l'uscita del brano attraverso il canale YouTube dell'artista.

## Tracce
Testi e musiche di Mabel Matiz.
1. Lan – 3:16

## Formazione
- Zeynep Bastık – voce
- Doğukan Aydın – chitarra
- GoKo! – chitarra, registrazione
- Bahti Sutekin – arrangiamento, produzione
- Emre Malikler – mastering, missaggio
- Altuğ Öncü – cümbüş

## Successo commerciale
Lan è diventato il primo brano in lingua turca a raggiungere la top ten della Global Excl. U.S. di Billboard, nonché quello miglior posizionato nella classifica giornaliera di Spotify. Ha anche trascorso un totale di sei settimane consecutive in cima alla Turkey Songs, diventando la sua numero uno più longeva.

## Classifiche
| Classifica (2024) | Posizione massima |
| ----------------- | ----------------- |
| Austria           | 46                |
| Germania          | 82                |
| Turchia           | 1                 |